# كازو فوجيساوا
كازو فوجيساوا (باليابانية: 藤沢和雄؛ بالكانا: ふじさわ かずお) هو مدرب خيول ياباني، ولد في 22 سبتمبر 1951 في هوكايدو في اليابان.